# Черногория на Паралимпийских играх
Черногория на Паралимпийских играх впервые приняла участие в 2008 году на летних Играх в Пекине, и с тех пор принимает участие на всех летних Играх. На зимних Играх делегация Черногории пока что не участвовала ни разу.
Первым черногорским паралимпийским призёром стал игрок в настольный теннис Филип Радович, завоевавший бронзовые медали в классе 10 на Паралимпийских играх в 2020 и 2024 годах.
До 2000 года включительно (кроме летних Игр 1992) спортсмены Черногории участвовали на Паралимпиадах в составе сборной Югославии. На летних Играх 1992 спортсмены Черногории участвовали в составе сборной Независимых паралимпийских участников, на летних Играх 2004 — в составе сборной Сербии и Черногории.

## Медальный зачёт

### Медали летних Паралимпийских игр
| Игры                | Золото | Серебро | Бронза | Всего | Место |
| ------------------- | ------ | ------- | ------ | ----- | ----- |
| 2008 Пекин          | 0      | 0       | 0      | 0     | —     |
| 2012 Лондон         | 0      | 0       | 0      | 0     | —     |
| 2016 Рио-де-Жанейро | 0      | 0       | 0      | 0     | —     |
| 2020 Токио          | 0      | 0       | 1      | 1     | 78    |
| 2024 Париж          | 0      | 0       | 1      | 1     | 79    |
| Итого               | 0      | 0       | 2      | 2     |       |